# Philippe Étancelin
Philippe Étancelin (n. 29 decembrie 1896 - d. 13 octombrie 1981) a fost un pilot francez de Formula 1 care a evoluat în Campionatul Mondial între anii 1950 și 1952.
1. 1 2 3 4  Fichier des personnes décédées mirror, accesat în 31 mai 2021
2. 1 2  Philippe Etancelin, Roglo
3. 1 2  Philippe Etancelin, Autoritatea BnF
4. 1 2  Philippe Etancelin, GeneaStar
5. ↑   http://www.24h-en-piste.com/fr/AfficherPilote.php?Pilote=896, accesat în 8 iunie 2020 Lipsește sau este vid: |title= (ajutor)
6. ↑  BONSECOURS Cimetière de (76) - Tombes sépultures dans les cimetières et autres lieux (în franceză), accesat în 19 iulie 2024